# Résolution 63 du Conseil de sécurité des Nations unies
Membres permanents
- Chine
- États-Unis
- France
- Royaume-Uni
- URSS

Membres non permanents
- Argentine
- Belgique
- Canada
- Colombie
- Syrie
- RSS d'Ukraine

Résolution no 62 Résolution no 64
La résolution 63 du Conseil de sécurité des Nations unies  est une résolution du Conseil de sécurité des Nations unies adoptée le 24 décembre 1948.
Cette résolution relative à la question indonésienne, constate la reprise des hostilités et demande :
- la cessation immédiate des hostilités,
- la remise en liberté des prisonniers politiques dont le président de la république d'Indonésie,
- Charge la commission de bons offices de faire un rapport sur les événements récents et de veiller à l'application des points précédents.

La résolution a été adoptée par 7 voix pour.
La Belgique, la France, la république socialiste soviétique d'Ukraine ainsi que l'Union des républiques socialistes soviétiques se sont abstenues.

## Texte
- Résolution 63 sur fr.wikisource.org
- Résolution 63 sur en.wikisource.org